# Tourcoing Lille Métropole Volley-Ball 2017-2018
Questa voce raccoglie le informazioni riguardanti il Tourcoing Lille Métropole Volley-Ball nelle competizioni ufficiali della stagione 2017-2018.

## Organigramma societario
Area direttiva
- Presidente: Vincent Royer

Area tecnica
- Allenatore: Igor Juričić
- Allenatore in seconda: Steven Platteau

## Rosa
| N° | Nome                   | Ruolo | Data di nascita  | Nazionalità sportiva |
| -- | ---------------------- | ----- | ---------------- | -------------------- |
| 1  | Quentin Schouteten     | P     | 2 aprile 1995    | Francia              |
| 3  | Peter Wohlfahrtstätter | C     | 10 marzo 1989    | Austria              |
| 4  | Oleksiy Klyamar        | S     | 11 aprile 1987   | Ucraina              |
| 5  | Miguel Tavares         | P     | 2 marzo 1993     | Portogallo           |
| 6  | Martti Juhkami         | S     | 6 giugno 1988    | Estonia              |
| 7  | Tim Smit               | C     | 31 dicembre 1989 | Paesi Bassi          |
| 8  | Maxime Capet           | O     | 24 ottobre 1997  | Francia              |
| 10 | Julien Lemay           | L     | 17 maggio 1982   | Francia              |
| 11 | Thibaut Thoral         | L     | 3 gennaio 1997   | Francia              |
| 12 | Marc Zopie             | C     | 31 maggio 1987   | Francia              |
| 13 | Ronald Jiménez         | O     | 9 gennaio 1990   | Colombia             |
| 14 | Yann Lavallez          | P     | 25 agosto 1982   | Francia              |
| 17 | Liu Libin              | S     | 16 febbraio 1995 | Cina                 |